# تيري راي
تيري راي (بالإنجليزية: Terry Ray)‏ هو لاعب كرة قدم كندية أمريكي، ولد في 12 أكتوبر 1969 في بلجيكا.